# Olasz irredentizmus
Az olasz irredentizmus mozgalma, az egységes Olaszország létrejötte után a még osztrák illetve francia uralom alatt álló, olaszok által lakott, úgynevezett „megváltatlan területek” Olaszországhoz csatolására irányult. Az irredentizmus által követelt területek elsősorban Trento és Trieszt tartományok voltak, azok az olasz lakosságú területek, amelyek a harmadik függetlenségi háború után is Ausztria fennhatósága alatt maradtak, és amelyeket aztán Olaszország az első világháború végén annektált.
A mozgalom főként Olaszországban volt aktív a 19. század második fele és a 20. század első fele között, az olasz földrajzi régióba tartozó vagy olaszok által lakott, és évszázados történelmi, nyelvi és kulturális kötelékekkel Itáliához kapcsolódó összes terület Olasz Királyságba való integrálása mellett érvelve. A mozgalom nem volt egységes jellegű, különböző csoportokból és egyesületekből állt, amelyek általában nem koordinálták egymással tevékenységüket.

## Története

### Eredetek
Egyes szerzők szerint az irredentizmus gyökerei már a 18. század végére kialakultak, a franciák azon kísérletének következtében, hogy a napóleoni birodalom idején Korzika mellett olyan „kontinentális” olasz régiókat is annektáljanak, mint Piemont, Liguria és Toszkána. A jelenség azonban a 19. század második felében, a Risorgimento végén vált relevánssá. Ebben az időszakban születtek meg azok a különféle mozgalmak, amelyek átvették az irredenta eszméket: a Julianusok többször és hiába kérték legalább Venezia Giulia egyesülését a Lombard–Velencei Királysággal, és az 1848-as felkelések idején Carlo De Franceschi pisinói bíró, Michele Facchinetti visinadai, Antonio Madonizza capodistriai, Francesco Vidulich lussinipiccolói és Giuseppe Vlach lussinói képviselők, az Osztrák Alkotmányozó Nemzetgyűlés képviselőinek sikerült megakadályozniuk Isztria egyesülését a Német Konföderációval, ehelyett Olaszországhoz való tartozását és a Lombard-Velencei Királysággal való újraegyesítését követelve; De Franceschi „Isztria olaszságáért” című műve (1848. augusztus), amely először Bécsben, majd Triesztben jelent meg, az isztriai autonomizmus manifesztumává vált.
1861-ben Porečben megalakult az isztriai tartományi gyűlés, amelyet a Zadarban ülésező fiumei és dalmát diétákkal együtt a „Senki diétájaként” ismertek, mivel nem voltak hajlandók részt venni a bécsi, illetve a zágrábi parlamentben. Carlo De Franceschi, Michele Facchinetti, Antonio Madonizza, valamint Carlo Combi, Capodistria, Niccolò De Rin, Capodistria, Tomaso Lucani, Lussino, az isztriai diéta animátorai voltak; Carlo Combi, Venezia Giulia Lombardia-Veneto régióval való újraegyesítésének elkötelezett támogatója, olyan esszék szerzője, mint az Olaszország keleti határa és jelentősége, valamint A Júliai-Alpok és Isztria stratégiai jelentősége, amelyek Carlo Cattaneo Politecnico című folyóiratában is megjelentek, az olasz liberalizmus viszonyítási alapjává vált, de 1866-ban száműzték az Osztrák Császárságból az olasz kormány és katonai parancsnokság számára történő „hírszerzésével” vádolva.
1877-ben Matteo Renato Imbriani alkotta meg az új „terre irredente” kifejezést, amelyet édesapja, Paolo Emilio nápolyi temetésén használt. Egy bécsi újság tudósítója ironikusan „irredentának” nevezte őt amiatt, hogy üdvözölte olasz honfitársait, akik az ünnepségre özönlöttek Nápolyba azokról a vidékekről.
Ugyanebben az évben (május 7-én), Imbriani és néhány más személy kezdeményezésére, megszületett a l'Associazione in pro dell'Italia Irredenta; 1885-ben Trentóban megalapították a Pro Patria mozgalmat, 1891-ben pedig az Osztrák–Magyar Monarchia területén megszületett az „Olasz Nemzeti Liga”.
A különböző időpontokban létrejött egyes társulásokat eleinte tolerálták, majd elítélték, sőt külpolitikai célszerűségi okokból kizárták az olasz államból (először Agostino Depretis, majd Francesco Crispi által).
Triesztben, 1882. augusztus 2-án egy férfi bombát dobott egy veteránokból álló menetre, aminek következtében meghalt a tizenhat éves Angelo Fortis, további tíz ember pedig megsebesült. Augusztus 17-én este a rendőrségnek adott bejelentésnek köszönhetően egy nagyon hasonló bombát foglaltak le a Velencéből érkező Lloyd Milano gőzhajón. Ezek az epizódok, amelyeknek a valódi elkövetői ismeretlenek maradtak, visszavezethetők egy július 31-én kelt, a La Stampa újság által augusztus 5-én közzétett durva hangvételű kiáltványra, amelyben egy „I Triestini” néven aláíró csoport bojkottra szólított fel a trieszti „Ipari Kiállítás” ellen, amelyet augusztus 1-jén nyitott meg Habsburg Lajos, az osztrák császár fivére.
1882-ben a trieszti Guglielmo Oberdan a buiei Donato Ragosával együtt támadást tervezett I. Ferenc József osztrák császár ellen, hogy aláássa a Hármas Szövetség tervét, de az összeesküvést leleplezték, és a kísérlet kudarcot vallott. Ragosának sikerült elmenekülnie, Oberdan viszont akasztófán végezte. Combi és mások, köztük Vittorio Italico Zupelli előtt tisztelegve Capodistria a júliai irredentizmus szentélyévé vált, de Venezia Giulia számára rendkívül fontos volt a trieszti értelmiségiek, például Scipio Slataper, valamint Carlo és Giani Stuparich hozzájárulása is, miként azon fiumei exponensek (autonomisták és független annexionisták) Michele Maylandertől tanítványáig, Antonio Grossichig, az olasz nemzeti tanács elnökéig, Nevio Skulltól Giuseppe Sincichig és Mario Blasichig, még inkább Ricardo Gigantéig, Gabriele d'Annunzio hőséig a Fiume visszaszerzéséért vívott csatában, nem beszélve Antonio Bajamonti, Luigi Ziliotto és Roberto Ghiglianovich aktivistákról Dalmáciában.

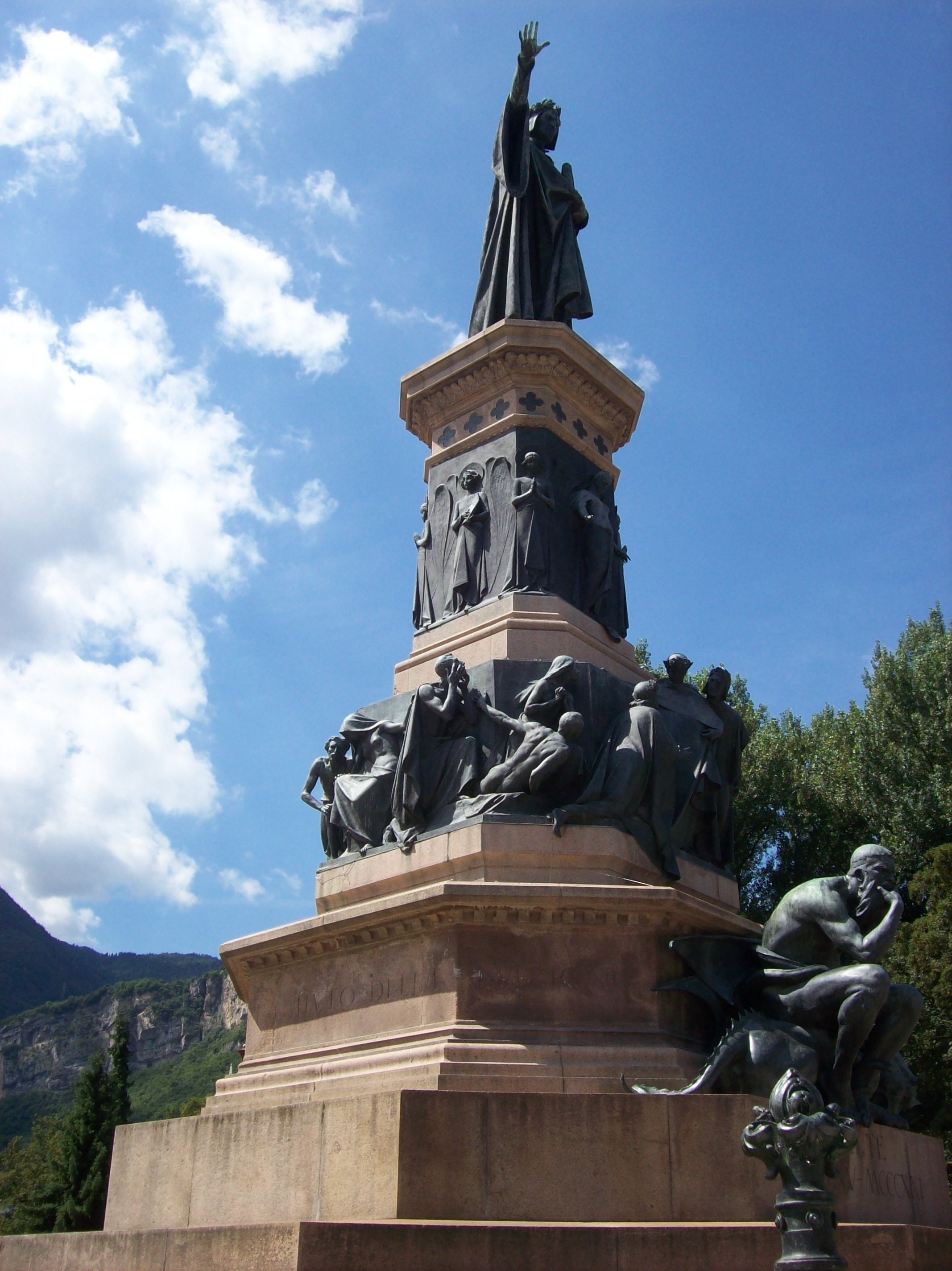
A trentói Dante-emlékművet az olasz nyelv és az olaszság szimbólumaként emelték, amikor Trentino még az Osztrák–Magyar Monarchia része volt

### A Risorgimento irredentizmusa
A különféle irredenta mozgalmak (bár eltérő árnyalatokkal) az olasznak tekintett területek annektálását javasolták, amelyek az 1866-os harmadik olasz szabadságharc után még mindig idegen területek voltak, mint például Trentino (és nem Alto Adige vagy Dél-Tirol), Venezia Giulia, Dalmácia, Nizzardo, Korzika és Málta, vagy más politikai valóságok egyes részei, mint például Ticino kanton és a Graubünden kanton olasz ajkú völgyei. Az irredentizmus nevében követelt területeket változó kritériumok alapján határozták meg: néha a nyelvi-kulturális kritériumot, azaz az olasz anyanyelvűek jelenlétét, máskor a földrajzi kritériumot, azaz a természetes határokhoz való tartozást, megint máskor pedig a történelmi kritériumot, azaz a területnek a múltban valamelyik ősi itáliai államhoz való tartozását vették figyelembe. Kronológiailag két olasz irredentizmus létezett: egy risorgimentós és egy fasiszta. Az első az 1870-es egyesítésen kívül maradt összes olasz többségű terület unióját akarta az Olasz Királysággal, így szándékozva a Risorgimento-korszakot befejezni.
Néhány határvidéken konfliktushelyzetek alakultak ki, amelyek néha ugyanazon ország lakóit ellentétes helyzetbe hozták. Például Trentinóban a katonai szolgálatra alkalmas korú fiatalokat az Osztrák–Magyar Monarchia besorozta, és 1914-ben, a konfliktus kitörésekor sokan a frontra kerültek, a konfliktus végéig összesen körülbelül 65 000 fő. Több mint nyolcszáz trentinói azonban Ausztria helyett Olaszországot választotta hazájaként, titokban átlépték a határt, és önkéntesként jelentkeztek a királyi olasz hadseregbe.
Ilyen értelemben Cesare Battisti, Nazario Sauro, Damiano Chiesa és Fabio Filzi voltak a leginkább említésre méltóak. Mindazokat, akik az egyik vagy a másik oldal mellé álltak, önként vagy a fegyverbe hívás elfogadásával, az esettől függően árulóknak vagy földjükhöz hűségeseknek nevezték. Így Battisti, Sauro, Chiesa és Filzi hősök voltak az olaszok számára, míg Bruno Franceschinit, aki valószínűleg akarata ellenére részt vett Battisti és Filzi elfogásának epizódjában, évekig renegátnak tartották. Ezzel szemben Ausztria Battistit, Filzit és Chiesát árulónak tekintette, és halálra ítélte őket.

### Fasiszta irredentizmus
A fasiszta irredentizmus agresszívabb volt, és – részben – a második világháború katasztrófájához vezetett. Az első világháború befejezése után a mozgalmat a fasizmus uralta, manipulálta és torzította, a nacionalista propaganda eszközévé tette, egy olyan politika középpontjába helyezve, amelyet a késői birodalmi ambíciók motiváltak, és amelyek az „erőltetett olaszosításokban”, egy Nagy-Olaszország és egy hatalmas gyarmatbirodalom megszületésének vágyában öltöttek testet. A fasizmus olyan területeket is az irredentizmus célpontjának tekintett, mint Savoya és Korfu (és ez utóbbival együtt a fennmaradó Jón-szigeteket: Zákinthoszt, Leukádét, Kefalóniát, Ithakát és Paxoszt is), bár azok nem tartoztak Olaszország fizikai régiójához, vagy történelmileg meglehetősen idegenek voltak az olasz hagyománytól, és szinte egyáltalán nem éltek rajtuk olaszul beszélők.

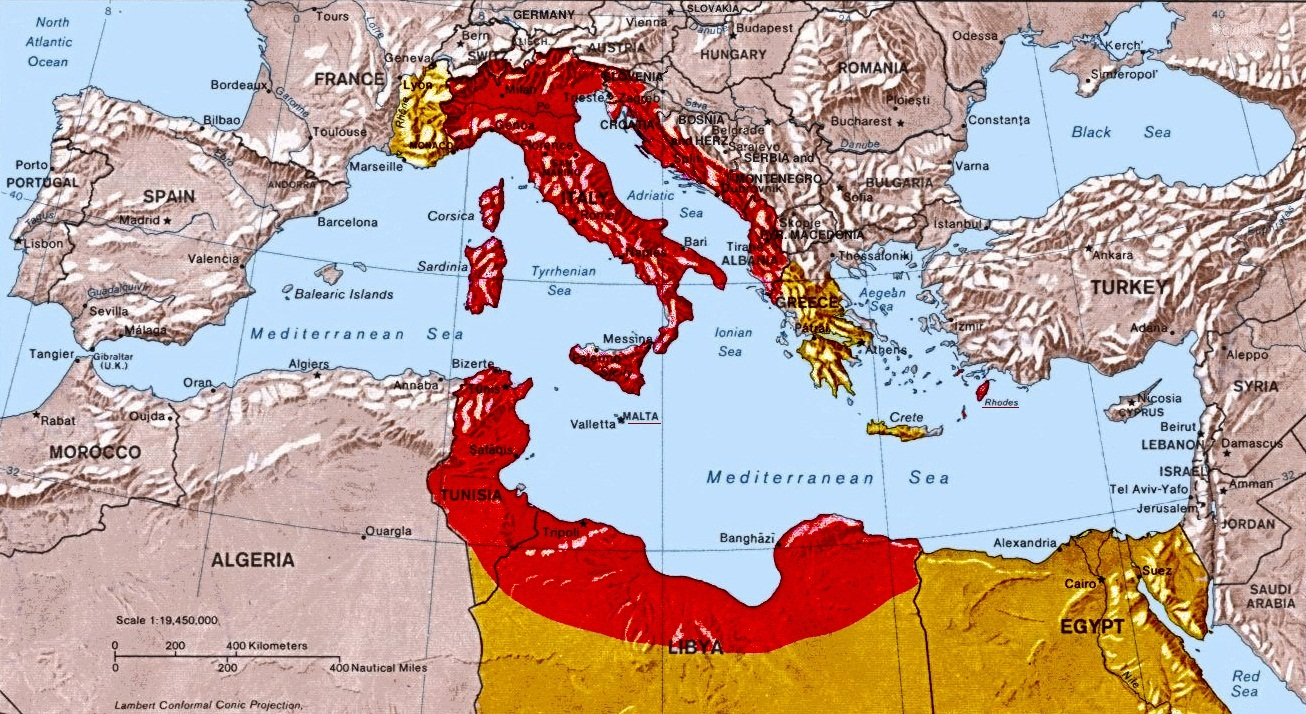
Nagy-Olaszország fasiszta nacionalista-irredenta projektje (pirossal), a gyarmatbirodalom egy részébe beillesztve (sárgával)

### A második világháború utáni helyzet
A második világháború óta az olasz kormány teljesen felhagyott minden irredenta politikával, és az 1947-es párizsi békeszerződés, a londoni memorandum és az 1975-ös osimói szerződés után megállapított államhatárokat tekinti véglegesnek.
Egyes, nem kizárólag a radikális jobboldalhoz tartozó mozgalmak szerint azonban Venezia Giulia nagy részének a volt Jugoszláviához való csatolását követően az olasz irredentizmus még nem fejezte be programját. Vannak olyan csoportok és véleménymozgalmak, amelyek megerősítik (anélkül, hogy feltétlenül a háború utáni politikai határok felülvizsgálatára irányuló nyomást jelentenének) a határon túli Venezia Giulia olasz jellegét.
Az 1990-es évek elején Jugoszlávia felbomlása miatt újra felerősödtek a nacionalista érzelmek ezeken a területeken. Az 1991. október 6-i trieszti tüntetéseket az Olasz Szociális Mozgalom szorgalmazta, azokat a Szlovéniából kiűzött jugoszláv csapatok Trieszten keresztüli áthaladásáról szóló pletykák is táplálták. A tüntetésen ezrek vettek részt a Piazza della Borsán, majd egy hosszú felvonuláson a város utcáin, végül pedig az 1992. november 8-i tüntetésen, amelyet ismét Triesztben tartottak.
Az MSI és a Nemzeti Szövetség maga is kérte a békeszerződések felülvizsgálatát, különösen a Trieszt és Pula Szabad Terület B zónája tekintetében, tekintettel arra, hogy Szlovénia és Horvátország Jugoszlávia örököseiként való minősítése támadható volt (ahogy azt maga a korabeli Jugoszláv Föderáció és Szerbia is hangsúlyozta), és hogy a megszállt Isztria Szlovénia és Horvátország közötti felosztása ellentmondott volna a „békeszerződés" záradékainak, amelyek legalábbis garantálták a Jugoszláviához rendelt juliai területeken fennmaradt olasz komponens egységét, és egy isztriai eurorégió létrehozását javasolták, amely magában foglalná Fiume városát is.
Ezeket az igényeket, amelyek Dalmáciát (beleértve olyan szigeteket, mint Pag, Ugliano, Lissa, Lagosta, Hvar, Korcsula és Meleda), valamint a Zadar, Sebenico, Trau és Split városait magában foglaló tengerpartot is érintették, az abban az időszakban egymást követő különböző olasz kormányok soha nem vették figyelembe.

## Az irredentizmus által követelt területek

### Az első világháború előtt követelt földek
Trentó és Trieszt volt az irredentizmus fő célterülete annyira, hogy maga a két terület neve szinte azonosult az irredentizmus fogalmával.
Az első világháború előtti, az irredentizmus által követelt területek a következők voltak:
- Trentino Alto Adigével (főbb városok: Trento, Rovereto, Bolzano, Merano, Bressanone, Cortina d’Ampezzo);
- Venezia Giulia fennmaradó része, amely jelenleg a Friuli-Venezia Giulia régióhoz tartozik (főbb városok: Trieszt, Gorizia, Monfalcone);
- Kanal-völgy, Aquileia, Cervignano del Friuli és más városok, amelyek jelenleg Udine megyéhez tartoznak és az első világháborúig osztrák fennhatóság alá tartoztak;

Ezeket a földeket az első világháború után Olaszországhoz csatolták.

### Az irredentizmus további célpontjai

#### A földrajzi Olaszországhoz csatlakozó területek
- Velence Giulia Jugoszláviához csatolták Trieszt, Gorizia, Pola és Fiume tartománnyal együtt. A régióhoz időnként tartozik néhány, történelmileg Krajnához tartozó falu (Longatico, Circonio, Olisa), valamint Arbe és Veglia szigetei, továbbá Liburnia néhány faluja, például Buccari és Fusine.[13]
- a Pays de Nice, amely magában foglalja az ókori Nizza megye és a Monaco Hercegség egy részét (fő városok: Nice Maritime, Menton, Monaco, Villafranca, Roquebrune-Cap-Martin), valamint az 1947-es párizsi szerződésből eredő átruházásokat követően Brig és Tende városát;
- Korzika (fővárosok: Ajaccio, Bastia, Porto-Vecchio, Borgo, Corte, Calvi, Propriano, Bonifacio);
- Olasz Svájc, azaz Ticino kanton egésze (főbb városok: Lugano, Bellinzona, Locarno, Mendrisio), valamint Valais és Graubünden ci-Alpín részei;
- a Pelagosa-szigetcsoport;
- a Calypse-szigetek szigetcsoportja (Málta és a közeli szigetek; főbb városok: Valletta, Sliema);
- San Marino Köztársaság
- a Vatikánváros

#### Az olasz földrajzi régió határain kívüli területek

Az Olasz Királyság térképe 1919-ben; Trento és Trieszt megyékhez kapcsolódó egyéb, meg nem váltott földterületek zölddel vannak kiemelve

- Dalmácia (fővárosok: Zadar, Šibenik, Trogir, Split, Dubrovnik, Kotor );
- Bivio, egy történelmileg olasz ajkú falu Graubünden kantonban, a vízgyűjtőn túl.

Továbbá, bár Olaszország kevésbé tart igényt rájuk, a természetes határokon kívüli következő területeket is néha az irredentizmus célpontjának tekintették:
- Savoyát már 1860-ban átengedték Franciaországnak (főbb városok: Chambéry, Annecy);
- néhány történelmileg romans nyelvű falu Graubünden kantonban: Sankt Moritz, Pontresina, Silvaplana, Celerina;
- a Heptanese- szigetek (Korfu, Zakynthos, Lefkada, Kefalonia, Ithaka, Paxos és Kythira szigetei; főbb városok: Korfu);
- Saseno szigete és néha Valona a Linguetta-fokkal;
- Galita-sziget (Jazirat Jalitah) Szardíniától délre, Tunézia északi partjain.

## Az irredentizmus által követelt területek olasz lakossága
Különböző érveket hoztak fel az irredenta állítások alátámasztására, például e területek földrajzi tartozását az Olasz-félszigethez, vagy az olaszok vagy olaszul beszélők kisebb-nagyobb számban való jelenlétét.
A huszadik század elején a „megváltatlan földek” helyzete a következő volt:
- Olaszok és olasz anyanyelvűek Nizza megyében: körülbelül 4000 (becslés);
- Olasz anyanyelvűek Ticino kantonban és Graubünden kantonban (Svájc): körülbelül 230 000;
- Olaszok és olasz anyanyelvűek a volt Jugoszlávia Dalmáciájában: körülbelül 60 000;
- Olaszok és olasz anyanyelvűek Máltán: körülbelül 200 000 fő tiszteletbeli;
- Olaszok és olasz anyanyelvűek Korzikán: körülbelül 200 000 fő tiszteletbeli.

Jelenleg az olasz anyanyelvűek száma Nizza megyében nőtt (főleg a bevándorlás miatt), Ticino kantonban változatlan maradt, a Graubünden-hegységben enyhe csökkenést tapasztaltak, míg Máltán (az olasz kultúra beolvadása a konkrétabb máltai kultúrába) és Velence Giuliában (az isztriai kivándorlás miatt) csökkent, Dalmáciában pedig szinte teljesen eltűnt (ugyancsak a kivándorlás miatt).
Korzika esetében a lakosság egy része érti az olasz nyelvet, de nagyon marginálisan használják. Másrészt szélesebb körű engedmény vonatkozik a korzikai nyelv használatára, amely szorosan kapcsolódik a gall nyelvhez (amelyet Szardínia távoli északi részén beszélnek), a közép-toszkán csoport dialektusaihoz (különösen megőrizték a Garfagnanában és Felső -Versiliában még mindig beszélt középkori toszkán dialektusok különböző jellemzőit), kisebb mértékben pedig a ligúriait.
Végül, a Jón-szigeteket illetően, a helyi velencei dialektus utolsó nyomai – különösen Korfun – az 1960-as években tűntek el (azonban az italkian nevű zsidó–olasz keveréknyelv nyomokban fennmaradt).

## Fordítás
- Ez a szócikk részben vagy egészben  az   Irredentismo italiano című olasz Wikipédia-szócikk fordításán alapul.  Az eredeti cikk szerkesztőit annak laptörténete sorolja fel. Ez a jelzés csupán a megfogalmazás eredetét és a szerzői jogokat jelzi, nem szolgál a cikkben szereplő információk forrásmegjelöléseként.

## Bibliográfia
- Il Risorgimento italiano. Bari-Roma: Laterza (2004). ISBN 88-420-7174-9 Alberto Banti
- Le parlate italiane della Venezia Giulia e della Dalmazia. Grottaferrata: Tipografia italo-orientale (1919) Matteo Bartoli
- Colonel von Haymerle, Italicae res, Bécs, 1879 - The early history of Irredentists
- Zara dai bombardamenti all'esodo (1943–1947), 2, Marino (RM)-Roma: Tipografia Santa Lucia (1986) Don Giovanni Eleuterio Lovrovici
- The Malta Language Question: A Case Study in Cultural Imperialism. Valletta: Said International (1993). ISBN 99909-43-08-7
- Irredenti redenti. Intellettuali giuliani del '900. Trieste: Lint Editoriale (2009). ISBN 978-88-8190-250-7 Renate Lunzer
- „Evviva Umberto, Margherita, l'Italia, Roma!. L'irredentismo triestino e Casa Savoia” (16), Kiadó: Le monarchie nell'età dei nazionalismi. ISSN 2038-0925. Luca G. Manenti
- Irredentismo adriatico. Trieste: Italo-svevo (1984)
- I territori italofoni non appartenenti alla Repubblica Italiana. Milano: Giuffrè (1995). ISBN 88-14-04990-4
- Gli Italiani dimenticati. Minoranze italiane in Europa. Milano: Giuffrè (2000). ISBN 88-14-08145-X
- Dopo sessant'anni la verità sulla cattura di Cesare Battisti e la riabilitazione del cadetto Bruno Franceschini presunto delatore del martire trentino [archivált változat]. Ala: Grafiche Fontanari, tipografo trentino, 91–99. o. (1976). Hozzáférés ideje: 2025. május 30. [archiválás ideje: 2016. december 20.]
- (1940. július 1.) „I diritti dell'Italia nel Mediterraneo. Le nostre mete.” XLVI (7).